# Carl Richson
Carl Eric Richson, född 3 januari 1857 i Helgesta, Södermanlands län, död 12 oktober 1925 i Stockholm, var en svensk mariningenjör och fartygskonstruktör. 

## Biografi
Richson blev efter studier vid Slöjdskolan och Tekniska högskolan i Stockholm anställd vid Atlas mekaniska verkstad i Stockholm 1875 och verkade där till 1883, då han flyttade till Gävle och några år arbetade vid därvarande skeppsvarv. För ytterligare utbildning i skeppsbyggerifacket flyttade han 1887 till USA och tog anställning vid Förenta staternas örlogsvarv i New York. 1890-1891 var han konstruktör och ritkontorschef vid Harrison Lorings mekaniska verkstad och skeppsvarv i Boston och bedrev även studier vid Massachusetts Institute of Technology i samma stad. 1891 trädde han på nytt i tjänst vid örlogsvarvet i New York och arbetade inom Förenta staternas marin till 1897, då han återvände till Sverige. Efter att ha varit anställd vid ingenjörsdepartementet vid Flottans station i Karlskrona samt vid Marinförvaltningen 1897-1900, förordnades Richson till extra ingenjör vid Mariningenjörstaten 1900, blev ingenjör där 1901, mariningenjör av 1:a graden vid Mariningenjörkåren 1905 och utnämndes senare till marindirektör av 1:a graden i flottan. 
Richson gjorde sig känd som en framstående skeppsbyggare och krigsfartygskonstruktör. Han var särskilt delaktig i uppbyggnaden av svenska flottans ubåtsflottilj. Det var efter hans konstruktion samt under hans närmaste ansvar och ledning, som de första svenska moderna ubåtarna byggdes och togs i drift. Hans första ubåtskonstruktion åt svenska flottan, HMS Hajen, sjösattes 1904.
Richson var ledamot av Örlogsmannasällskapet (invald 1912) och Ingenjörsvetenskapsakademien (1919). Han är gravsatt på Norra begravningsplatsen utanför Stockholm.